# Каримов, Абдулазиз Вахитович
Абдулазиз Вахитович Каримов (11 января 1944, Ташкент — 23 июня 2020, Ташкент) — ученый, изобретатель, физик, доктор физико-математических наук и профессор.

## Биография

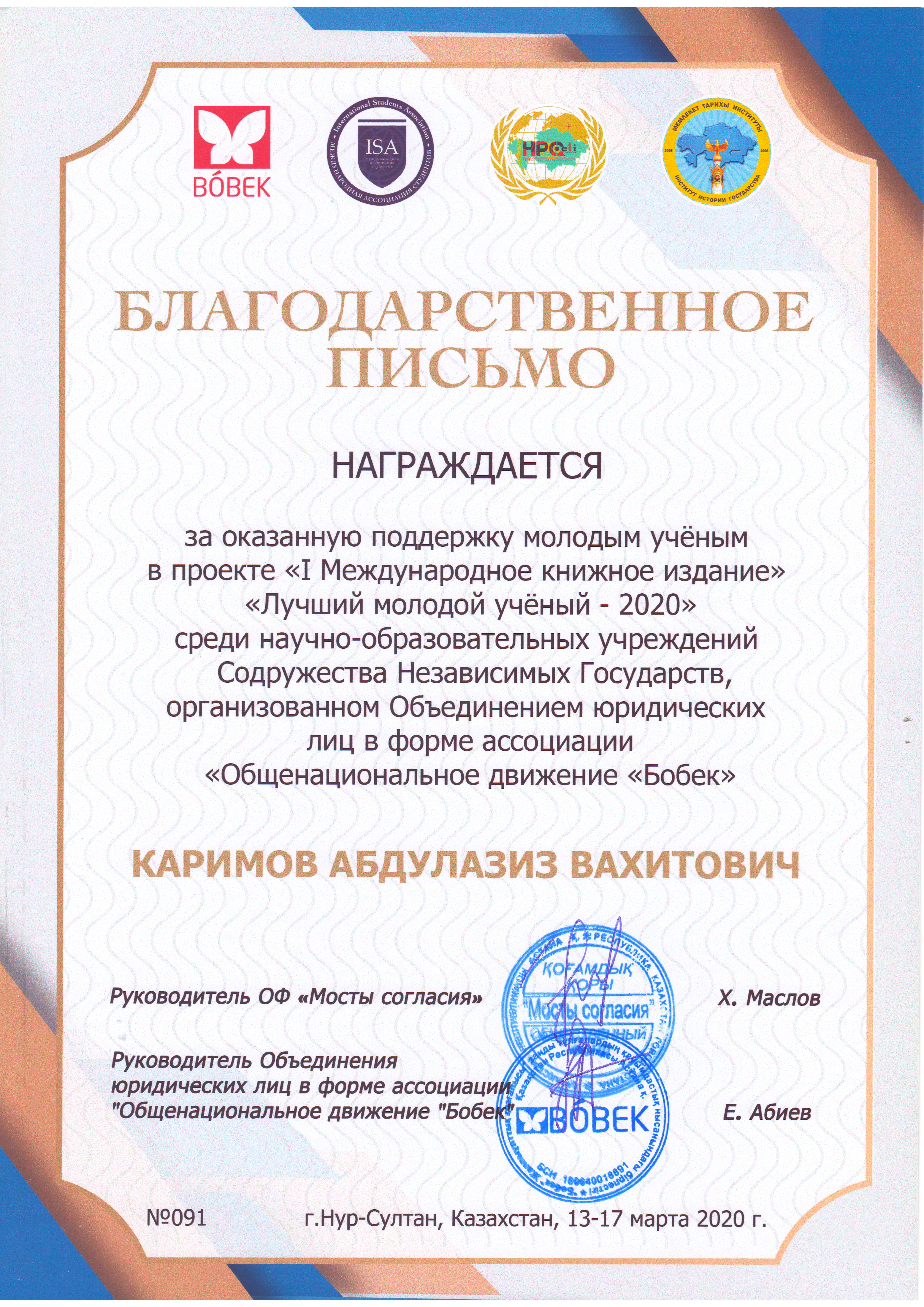
Благодарственное письмо за поддержку молодым учёным в проекте «Лучший молодой учёный 2020» среди научно-образовательных учреждений СНГ

Родился 11 января 1944 г. в Ташкенте, учился в школе № 90 им. Максима Горького с 1952 по 1962 годы.

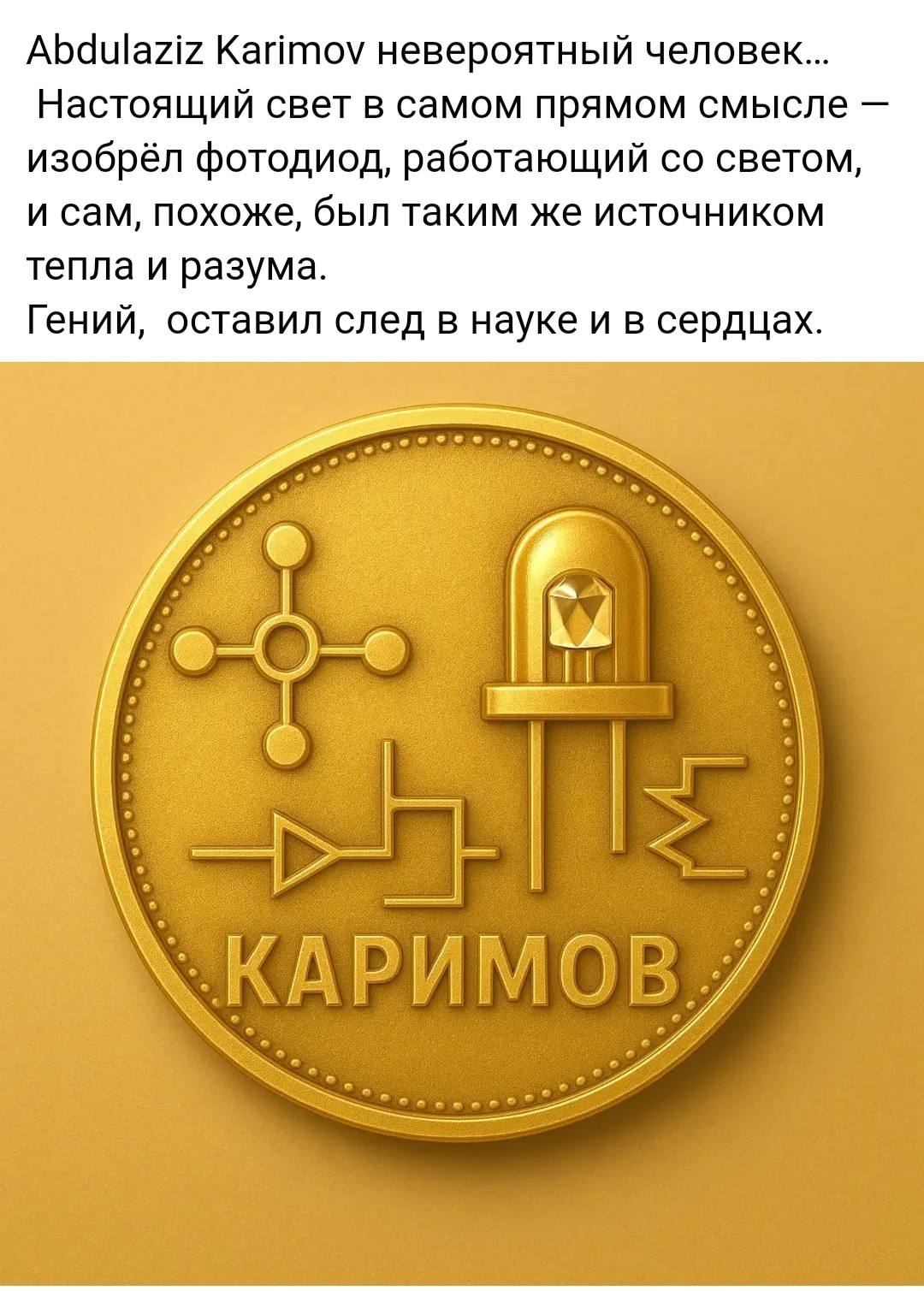
Светлая память. 2025. Каримова А.А.

Окончил Ташкентский педагогический институт, физико-математический факультет. Был главным научным сотрудником в Физико-техническом институте научно-производственного объединения «Физика-Солнце» Академии Наук Республики Узбекистан. Изобретатель в области полупроводниковой оптоэлектроники, в том числе: трёхбарьерного фотодиода Каримова (патент РУз 1994), полевого термотранзистора (1998) и других. Предложен фотодиод на основе pAlInGaAs-nGaAs-m-переходов.
Научная деятельность Каримова связана с изучением физических явлений и процессов в эпитаксиальных многослойных структурах и разработкой их физических основ, созданием нового класса полупроводниковых приборов. Он на протяжении творческой деятельности опубликовал более 450 научных статей, два монографических сборника, одну монографию и одно учебное пособие, является соавтором более 40 изобретений.
В научном направлении защищены 2 докторские и 9 кандидатских диссертаций. Эти научные работы посвящены исследованию оптико-электрических процессов в полупроводниковых структурах и разработке на их основе нового поколения диодных и транзисторных структур.
Под руководством Абдулазиза Каримова в Узбекистане были разработаны физические основы технологии и оригинальные конструкции многобарьерных фотодиодных структур с внутренним фотоэлектрическим усилением и получены впервые в 90-годах [Karimov AV. Three-barrier photodiode. USSR Patent. * 1676399. 08.05., 1991. Karimov AV. Three-barrier photodiode. Uzb Patent no. 933. 15.04. 1994., Reports of Academy of Science. УзССР № 12, 1990, с.17-18].
Многобарьерные структуры из года в год пополняются новыми конструкциями с расширенными функциональными возможностями. Обнаруженные в двухбарьерных рAlGaInAs-n GaAs-Au-структурах инжекционные и полевые эффекты составляют основу инжекционно-полевого фотодиода с переключаемым от рабочего напряжения спектральным диапазоном [A.V. Karimov, D.M. Yodgorova. An injection -type field-emission рhotodiode., Radioelectronics and communications systems- № 2. 2006. p. 55-59].
Его научные результаты опубликованы в различных изданиях: Электроника, Instruments and experimental technologies, Semiconductors, Technical Physics Letters, Radioelectronics and communicatios systems, Journal Semiconductor Physics Quantum Electronics Optoelectronics, Инженерно-физический журнал.
Также, им же написаны результаты исследования спектральных характеристик двухбарьерных структур с гофрированной фотоприемной поверхностью [A.V. Karimov, D.M. Yodgorova, E.N.Yakubov. Research of structures corrugated photoreceiving surface.// Journal Semiconductor Physics Quantum Electronics Optoelectronics.2004 г. Vol. 7. № 4, р. 378—382], а также чувствительных в примесной области спектра (Каримов А. В., Ёдгорова Д. М., Гиясова Ф. А., Азимов Т. М., Бузруков У. М., Якубов А. А.).
Особенности фотоэлектрических характеристик фотоэлектропреобразовательных структур. [Технология и конструирование в электронной аппаратуре. 2007. № 4, с.23-28]. В сравнении с классическими однобарьерными фотодиодными структурами в разработанных структурах получены высокие значения фоточувствительности от 5 до 15 А/Вт, что на один — полтора порядка выше чем (0.5-1 А/Вт) в известных аналогах.
Каримов принимал активное участие в международных конференциях, выступал с докладами в Праге 13-17 октябрь 2002 г., Берлине 23-25 июнь 2003 г., Париже 7-11 июнь 2004 г., Киеве и Одессе 2004—2007 годах на международных конференциях по физическим процессам в фотопреобразователях, фотодиодах, фототранзисторах и по проблемам физических процессов в p-n-переходах.
Являлся членом оргкомитета конференций проводимых в Баку и Одессе (2004—2007 гг.) по информационным и электронным технологиям.
Был активным исполнителем международных грантов UZB-31 "Development of the solar energy photoconverters based on new structures: «ion-beam modified and diamond-like layers-multicrystalline silicon» "01.04.2000-31.06.2002 гг. и в UZB-56(J) «Development and investigation of the microrelief photoconverters with InGaAs/GaAs and AlGaAs/GaAs heteroepitaxial junctions» 01.10.2002 — 31.12.2004 гг.

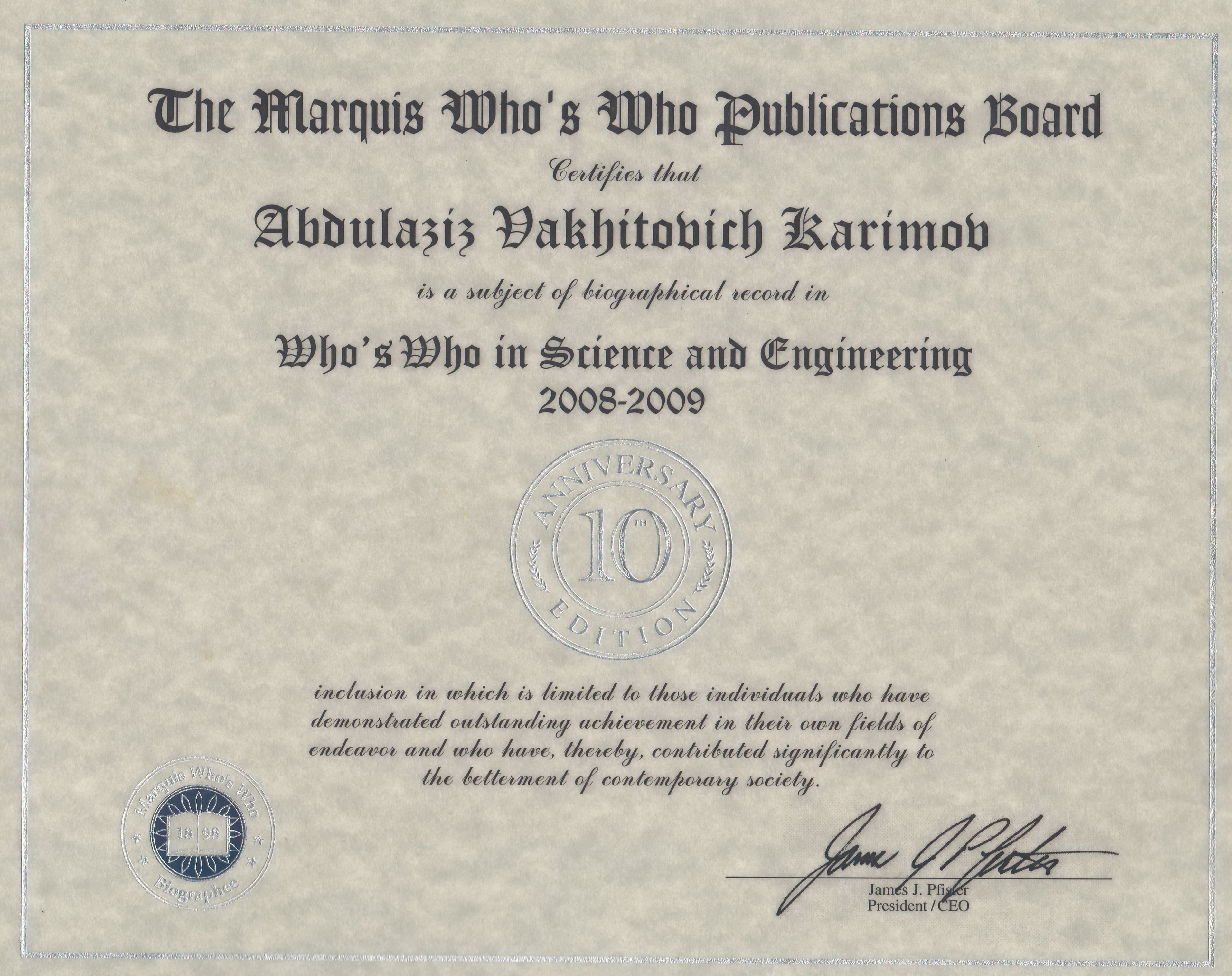
Awards 2008 −2009 Who is Who certificate of Karimov Abdulaziz

Со своими учениками работал над проблемами создания нового поколения фотоприемных структур для приема и обработки информации, Абдулазиз Каримов является зрелым специалистом в своей области и как один из ведущих специалистов занесен в биографический сборник 10th Anniversary Edition of Who’s Who in Science and Engineering Scheduled for publication in December 2007 / Marquis Who's Who / Who’s Who in Science and Engineering.
В 2020 году был награжден[чем?] за оказанную поддержку молодым учёным в проекте «I международное издание» «Лучший молодой учёный 2020» среди научно-образовательных учреждений Содружества Независимых Государств, организованном Объединением юридических лиц в форме ассоциации «Общенациональное движение Бобек» — г. Нур-Султан, Казахстан, 13-17 марта 2020 № 091.
Абдулазиз Вахитович был одним из инициаторов установления прочных научно-производственных связей между специалистами Узбекистана и Беларуси. При его непосредственном участии в 2019 году было подписано основополагающее «Соглашение о сотрудничестве Научно-исследовательского института физики полупроводников и микроэлектроники при Национальном университете имени М. Улугбека Республики Узбекистан, Инновационно-промышленным кластером „Микро-, опто- и СВЧ-электроники“ и ОАО „Планар“, Республики Беларусь».
Каримов Абдулазиз придерживался справедливости, благородства, поддержкой молодежи, бескорыстной помощи, добродушия.

## Цитаты
Личная запись из книги «Физические явления в арсенидгалиевых структурах с микрослойным квазиизопериодическим переходом»:
- «У истории нет черновиков, ошибки уходят в прошлое — их невозможно исправить». Каримов А. В.
- «Мысль передается как волна — звуковая, электромагнитная, отражается на языке — про себя». Каримов А. В.
- «В мире беспорядков порядок беспорядок». Каримов А. В.
- «Время,- материализованное нами вечное движение, имеющее фиксированную скорость». Каримов А. В.
- «Всё и вся для питания, удовлетворения мозга — сущности существа». Каримов А. В.
- «Сознательная жизнь заключается в борьбе за естественный, самостоятельный рост и развитие личности, общества и всего живого». Каримов А.В.

Karimov Abdulaziz 1966 Личный автопортрет Каримов Абдулазиз Вахитович 1966 г. «Художник и автор Каримов Абдулазиз Вахитович 1966г»

## Публикации и изобретения
- Авторское свидетельство № 1676399. Трехбарьерный фотодиод Каримова / Каримов А. В. // 08.05.1991.
- Каримов А. В. Фотоэлектрическое усиление в трехбарьерной структуре // Лазерная техника оптоэлектроника. 1993, № 3. С. 83-85.
- Karimov A.V. «Three-barrier photodiode structure». 15-International Workshop on Сhallenges in Predictive Process simulation Prague, Czech Republic, 13-17 October 2002. рр.71-72.
- Каримов А. В., Ёдгорова Д. М. Одно и двух барьерные структуры для оптоэлектроники. // Электроника. — Минск; 2005. № 11. С. 5-13.
- Каримов А. В., Ёдгорова Д. М. Определение характеристик двухбарьерных фотодиодных структур с металло-полупроводниковыми переходами // Технология и конструирование в электронной аппаратуре. — Одесса, 2005. № 5. С. 27-30.
- Ёдгорова Д. М., Каримов А. В., Ашрапов Ф. М. Механизмы токопрохождения в гетеро pAlGaInAs-nGaAs-m-структуре. Узбекский физический журнал 2006, № 1-2, С. 26-35.
- Karimov A.V., Yodgorova D.M., Zoirova L.Kh. Determination of potential distribution of in a three-barrier structure. // Semiconductor Physics, Quantum Electronics & Optoelectronics. -Kyiv, 2006. V.9. № 3. -рр. 35-39.
- Каримов А. В., Гиясова Ф. А., Ёдгорова Д. М. Исследование фотоэлектрических характеристик Ag-nGaAs:О-n+GaAs-структур с баръером Шоттки // Доклады АН РУз. -Ташкент, 2007. № 5. С. 29-33.
- Каримов А. В., Ёдгорова Д. М., Гиясова Ф. А., Саидова Р. А. Функциональные возможности изотипных Ag-NAlGaAs-nGaAs-nGaInAs-Au-структур с изотипной базовой областью // Инженерно-физический журнал. — Минск: 2008. Т.81. № 5. С. 1005—1009.
- Каримов А. В., Ёдгорова Д. М., Абдулхаев О. А. и др. Многофункциональная гомопереходная арсенидгаллиевая n-p-m-структура. // Технология и конструирование в электронной аппаратуре. Одесса, 2009. № 6 (84). С. 31-34.
- Патент РУз № IAP 04059. Способ эпитаксиального наращивания полупроводниковых материалов путём смещивания растворов-расплавов / Каримов А. В., Ёдгорова Д. М., Бахранов Х. Н. и др. // Расмий ахборотнома. — 30.11.2009. № 11
- Патент РУз №IAP 03930. Устройство для получения диффузионных и эпитаксиальных слоев полупроводниковых соединений А3В5 / Ёдгорова Д. М., Каримов А. В., Абдулхаев О. А. и др. // Расмий ахборотнома. — 2009. № 5.
- Патент РУз № IAP 03936. Устройство жидкостной эпитаксии кольцеобразных слоев на основе соединений А3В5 / Ёдгорова Д. М., Каримов А. В., Гиясова Ф. А. и др. // Расмий ахборотнома. — 2009. № 5.
- Патент РУз № IAP 04244. Многофункциональный полупроводниковый прибор/ Ёдгорова Д. М., Каримов А. В., Гиясова Ф. А. и др. // Расмий ахборотнома. — 2010. № 8.
- Патент РУз № IAP 03974. Инжекционно-полевой фотодиод / Ёдгорова Д. М., Каримов А. В., Ашрапов Ф. М. и др. // Расмий ахборотнома. — 2009. № 7.
- Karimov A. V., Yodgorova D. M. Some Features of Photocurrent Generation in Single and Multibarrier Photodiode Structures // Semiconductors©Pleiades Publishing, Ltd., 2010. V. 44. N. 5. -рр. 647—652.
- Karimov A.V., Yodgorova D.M., Abdulkaev O.A. Physical principles of photo-current generation in Multi-Barrier Punch-Throungh-Structures Second chapter of book «Photodiodes — World Ac-tivities in 2011» edited by Jeong-Woo Park. — InTech, 2011. — pp. 23-36. [ISBN 9789533075303].
- Патент РУз № IAP 05120. Многофункциональный датчик на основе полевого транзистора/ Каримов А. В., Едгорова Д. М., Абдулхаев О. А.// 12.10.2015
- Патент РУз IAP 06181 Patent RUz «Photoconverter with avalanche multiplication»/ Karimov A.V. IAP 06181 March 2020.

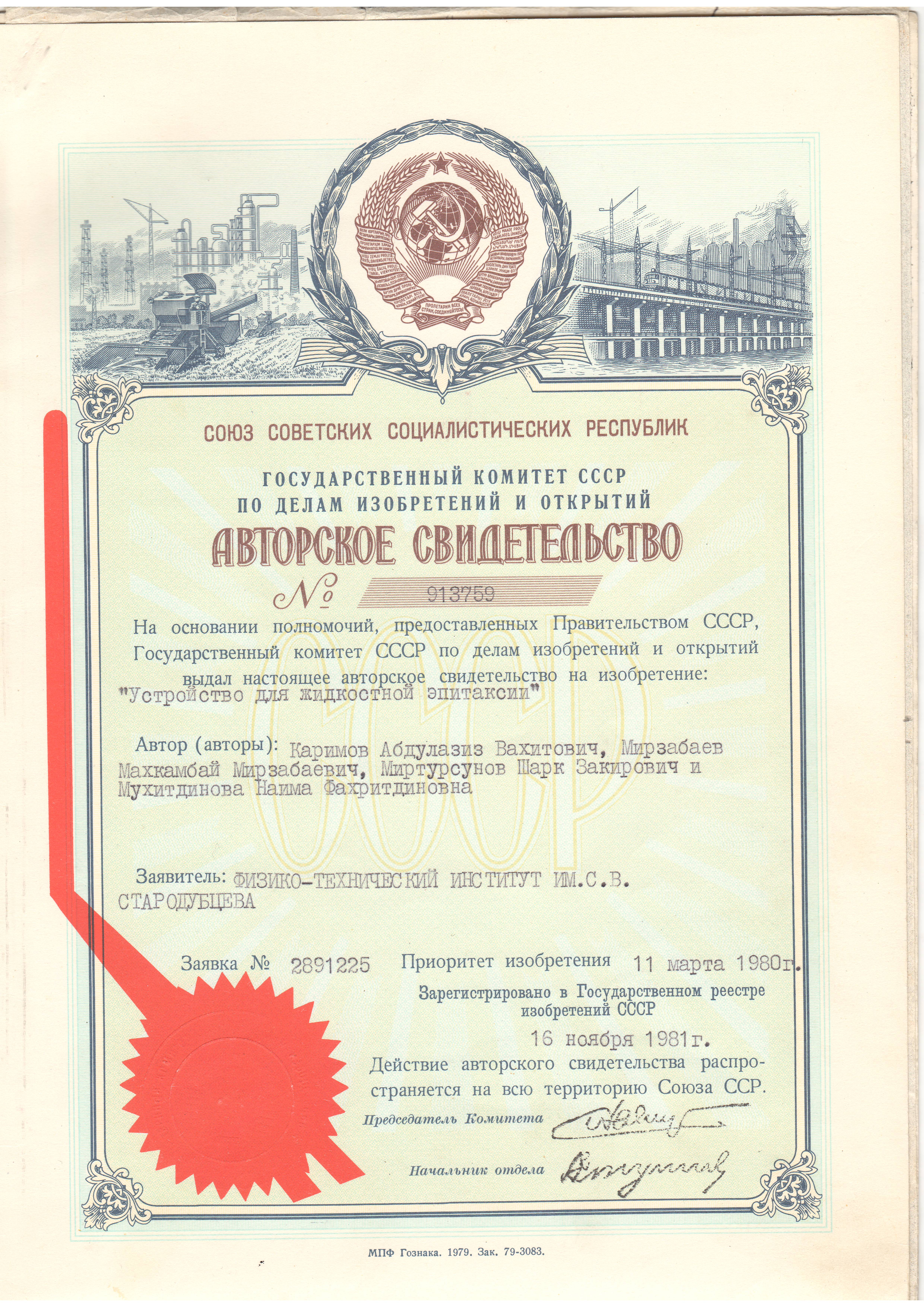

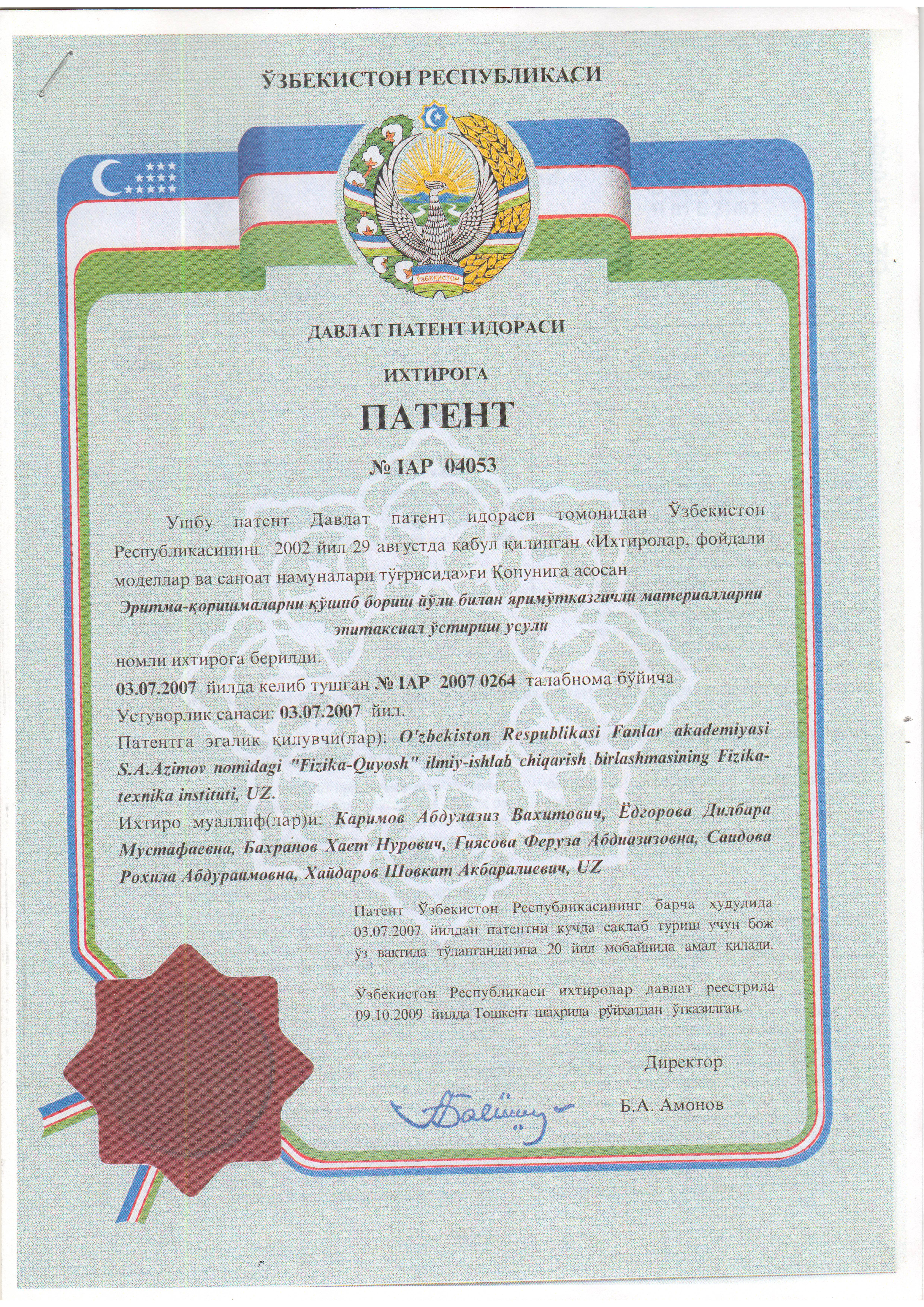
Патент 2007

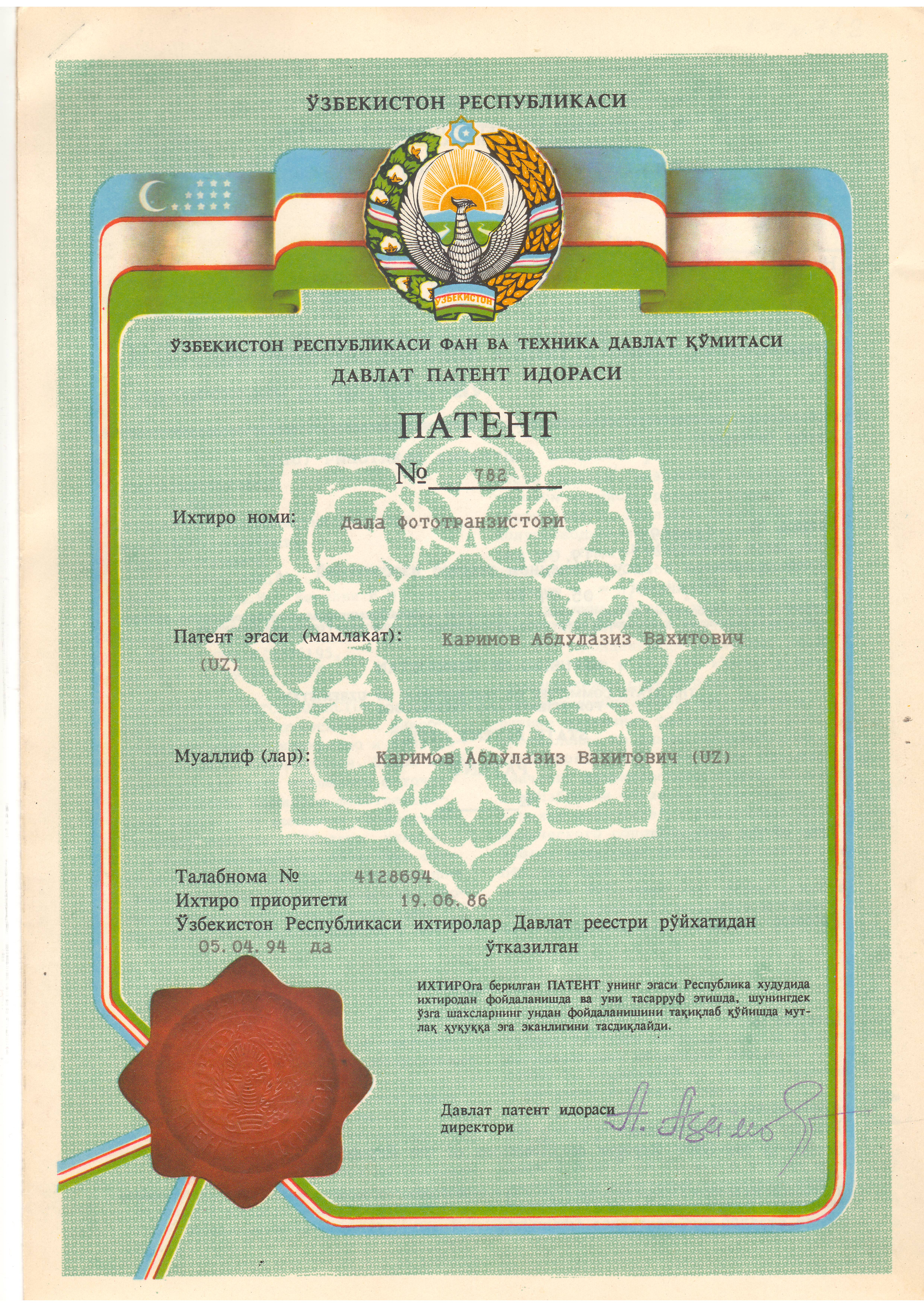